# T. P. O'Connor
Pour les articles homonymes, voir O'Connor.
Thomas Power O'Connor, dit T. P. O'Connor, né le 5 octobre 1848 à Athlone et mort le 18 novembre 1929 à Londres,, est un journaliste et homme politique britannique. L'un des derniers représentants du Parti parlementaire irlandais à la Chambre des communes du Royaume-Uni après l'indépendance de l'État libre d'Irlande dans les années 1920, il est alors « Père de la Chambre », c'est-à-dire député en exercice ayant eu la plus longue carrière parlementaire sans interruption (plus de quarante-neuf ans).

## Biographie
Né dans le comté de Westmeath en Irlande, il est le fils d'un « petit commerçant » et d'une mère issue de la gentry, la petite noblesse irlandaise non-titrée. Son deuxième prénom, Power, est le nom de jeune fille de sa mère. Bon élève, il obtient une bourse pour étudier au Queen's College de Galway, dont il sort diplômé d'histoire et de langues modernes. Il devient journaliste au Saunder’s Newsletter, quotidien dublinois, puis s'installe à Londres en 1870. Grâce à sa bonne maîtrise du français et de l'allemand, il devient secrétaire de rédaction au journal The Daily Telegraph, qui couvre la guerre franco-allemande de 1870. Bien que ce poste soit bien payé, un conflit avec la direction autour de son salaire l'amène à démissionner en 1873, et il passe sept ans à vivre tant bien que mal comme journaliste indépendant. En 1880, sa biographie critique Benjamin Disraeli attire l'attention, et il est élu d'extrême justesse député de Galway à la Chambre des communes britannique, représentant la Ligue pour l'autonomie de l'Irlande (Home Rule League). Dans le même temps, il travaille à Londres pour le New York Herald.
La Ligue devient le Parti parlementaire irlandais (PPI), mené par Charles Parnell, et remporte la majorité écrasante des sièges irlandais à la Chambre lors des élections législatives de 1885. T.P. O'Connor, pour sa part, est élu député PPI de la circonscription de Liverpool Scotland - circonscription anglaise dans la ville de Liverpool, et ainsi nommée car centrée sur la rue Scotland Road. O'Connor est le seul député à être élu pour le PPI dans une circonscription en dehors de l'Irlande (son élection est due à l'importante communauté irlandaise à Liverpool), et continuera à l'être jusque'à sa mort en 1929. 

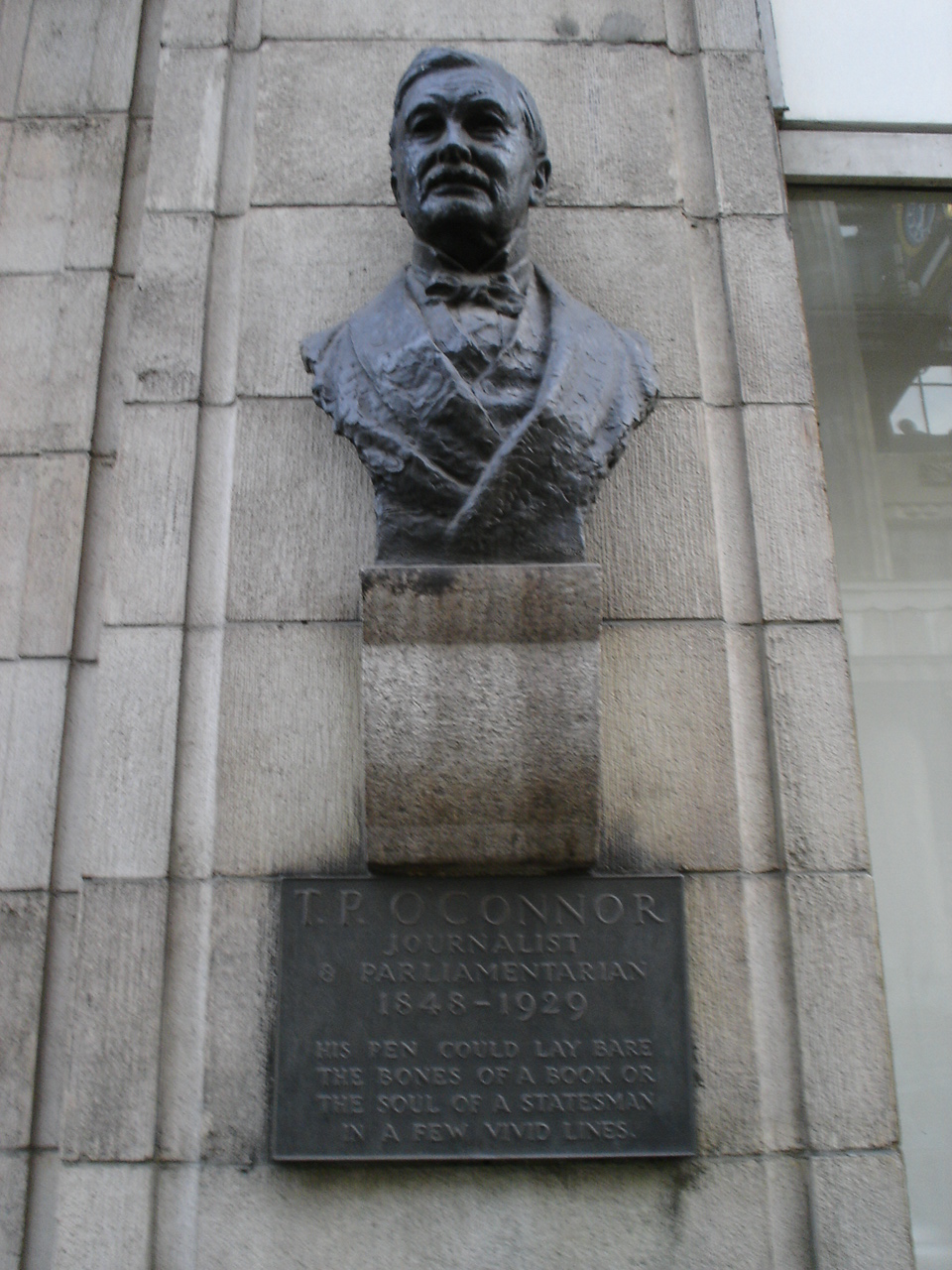
Buste de T.P. O'Connor à Fleet Street à Londres. Sur la plaque est écrit : « Son stylo pouvait mettre à nu la charpente d'un livre ou l'âme d'un homme d'État en quelques vives lignes ».

En 1888 il fonde à Londres le journal The Star, dont il sera pendant trois ans le directeur de rédaction, alliant cette tâche à son travail de député. Le journal vise à promouvoir la campagne pour l'autonomie de l'Irlande, ainsi que les idées politiques du radicalisme, mais avec sérieux et sans tomber dans un excès partisan. Il compte parmi ses journalistes George Bernard Shaw, qui y entame sa carrière, et Gordon Hewart, futur lord juge en chef d'Angleterre et du pays de Galles. O'Connor y est par ailleurs un pionnier de la publication d'articles sur la vie quotidienne des gens (human interest stories), qui s'avèrent populaires et que d'autres journaux imitent. Le Star est également l'un des premiers journaux à publier régulièrement un dessin de presse. Thomas O'Connor et son épouse Elizabeth fréquentent dans le même temps Oscar Wilde, Henry James, Ellen Terry et Arthur Conan Doyle.
Comme les autres membres du PPI, Thomas O'Connor souhaite une autonomie de l'Irlande au sein du Royaume-Uni, et non l'indépendance totale de l'île. L'autonomie est accordée par le Parlement britannique en 1914, par le biais d'une loi dont la mise en pratique est toutefois retardée par la Première Guerre mondiale. Hostile à l'insurrection de Pâques menée en avril 1916 à Dublin par des nationalistes violents qui veulent l'indépendance, il avertit néanmoins son ami David Lloyd George, le Premier ministre britannique, de l'hostilité de la population irlandaise à l'encontre de la loi martiale imposée en Irlande après ce soulèvement. Aux élections législatives de 1918 le PPI s'effondre au profit du Sinn Féin, partisan de la lutte armée. T.P. O'Connor conserve toutefois son siège de Liverpool et est l'un des sept députés restants du PPI. À l'issue de ces élections il est par ailleurs le « Père de la Chambre des communes », titre honorifique qui revient au député dont la carrière à la Chambre est alors la plus longue sans interruption. 
En janvier 1919 éclate la guerre d'indépendance irlandaise, à laquelle O'Connor est opposé. Elle marque l'échec de la politique d'autonomie portée par le PPI et soutenue par le gouvernement de David Lloyd George. En 1922, l'État libre d'Irlande accède à l'indépendance. Le PPI se fond dans le nouveau Parti nationaliste de Joseph Devlin, mouvement hétéroclite et sans grande unité qui représente les nationalistes d'Irlande du Nord, la seule partie de l'Irlande à demeurer alors sous souveraineté britannique. T.P. O'Connor est réélu sous l'étiquette nationaliste, pour sa circonscription de Liverpool, aux élections de 1922, 1923, 1924 et 1929. Aux élections de 1924, il est le seul candidat élu sous cette étiquette, le Parti conservateur ayant remporté tous les sièges d'Irlande du Nord. Bien que ne représentant plus un courant politique important, O'Connor demeure apprécié à la Chambre ; en 1923 les dirigeants des différents partis au Parlement l'invitent ensemble à déjeuner pour célébrer son 75e anniversaire, et le président de la Chambre des communes, John Henry Whitley, lui présente des cadeaux au nom de l'ensemble des députés. En 1924, le premier gouvernement travailliste, de Ramsay MacDonald, le fait membre du Conseil privé du roi George V.
Il achève et publie en 1929 ses mémoires, Memoirs of an Old Parliamentarian, et meurt au mois de novembre à Londres, durant son quatorzième mandat consécutif de député.